# Lâu đài Ort
Lâu đài Ort là một lâu đài nằm ở Gmunden, Áo.

## Lịch sử
Lâu đài được xây vào khoảng năm 1080 bởi Hartnidus of Ort. Năm 1244, lâu đài được cài tiến bởi Hartnidus V. Năm 1344, hai anh em Friedrich và Reinprarou I của Wallsee đã mua lại lâu đài. Ngày 25 tháng 1 năm 1350, lâu đài thuộc sở hữu của Friedrich. Năm 1483, lâu đài thuộc sở hữu của Frederick III, Hoàng đế La Mã thần thánh. Từ năm 1484 đến năm 1491, lâu đài được cai trị bởi Gotthard von Starhenberg, Thống đốc Thượng Áo. Năm 1492, Bernhard của Starhenberg và sau đó con cháu ông cai trị lâu đài cho đến năm 1584. Năm 1588, lâu đài được Weikhard Freiherr của Pollheim mua lại, nhưng ông đã bán lâu đài vào ngày 6 tháng 4 năm 1595 cho thành phố Gmunden. Tuy nhiên, Gmunden đã bán lâu đài cho Rudolf II của Thánh chế La Mã cùng năm đó. Lâu đài sau đó được chuyển cho các chủ sở hữu khác trước khi cuối cùng được Leopold I của đế quốc La Mã thần thánh mua lại. Năm 1876, lâu đài được mua lại bởi Archduke John Salvator của Áo (John of Tuscany). Lâu đài được Franz Joseph I của Áo mua lại vào năm 1914. Vào ngày 5 tháng 1 năm 1995, lâu đài được chính thức mua lại bởi thành phố Gmunden. Hiện tại, lâu đài đang được sử dụng như một trung tâm nghiên cứu.

## Thư viện ảnh

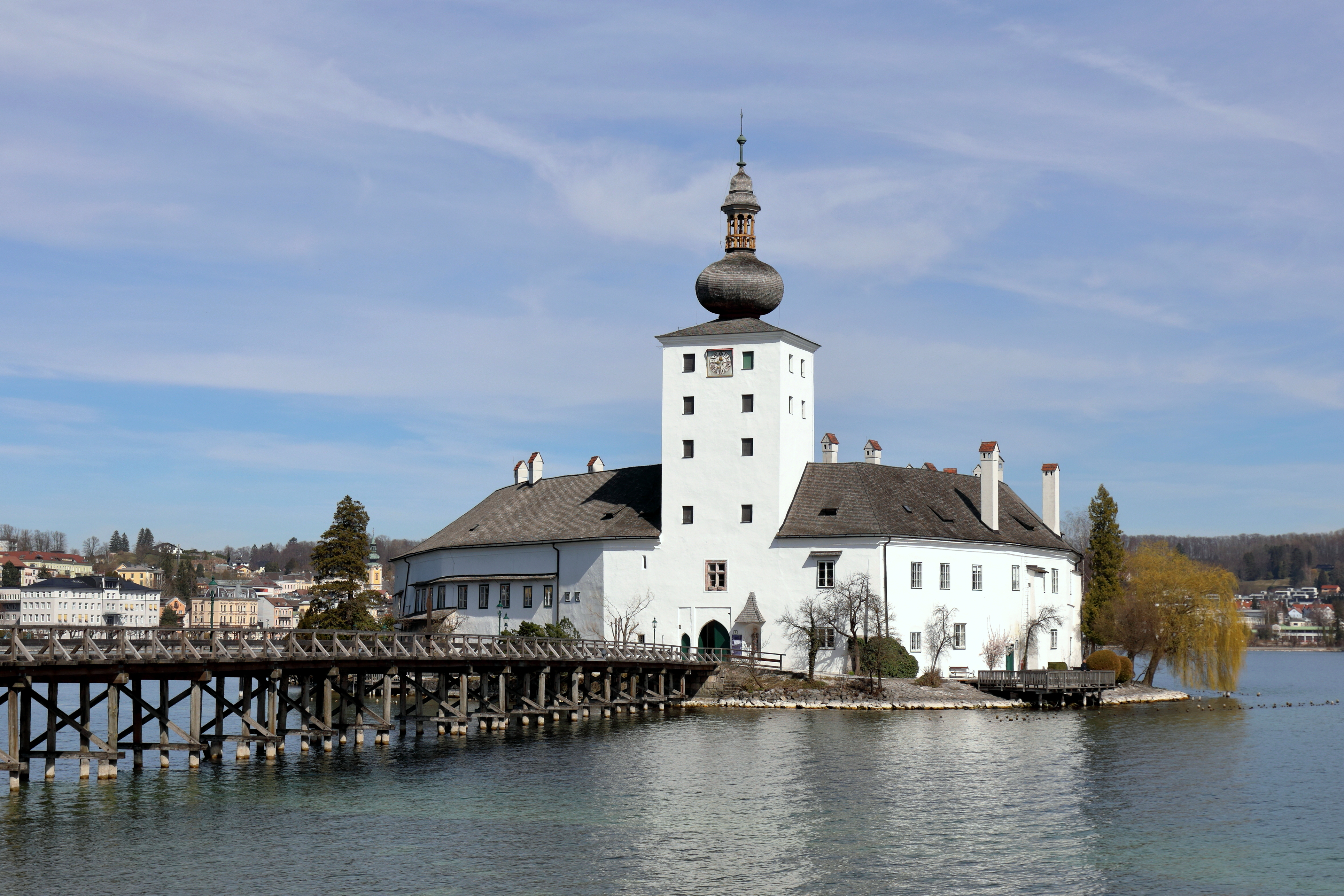
The castle of Schloss Ort
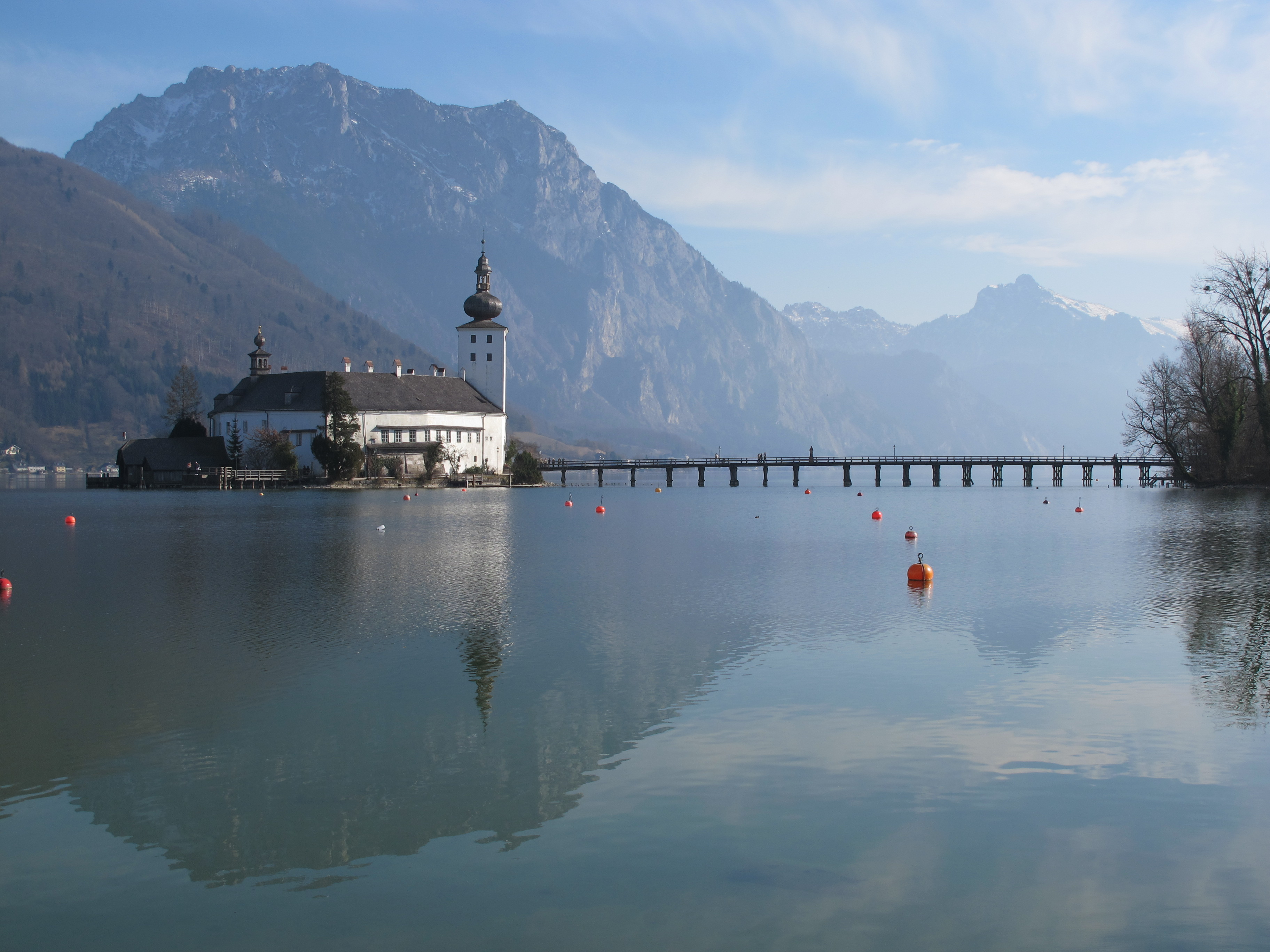
Schloss Ort with Erlakogel in the background
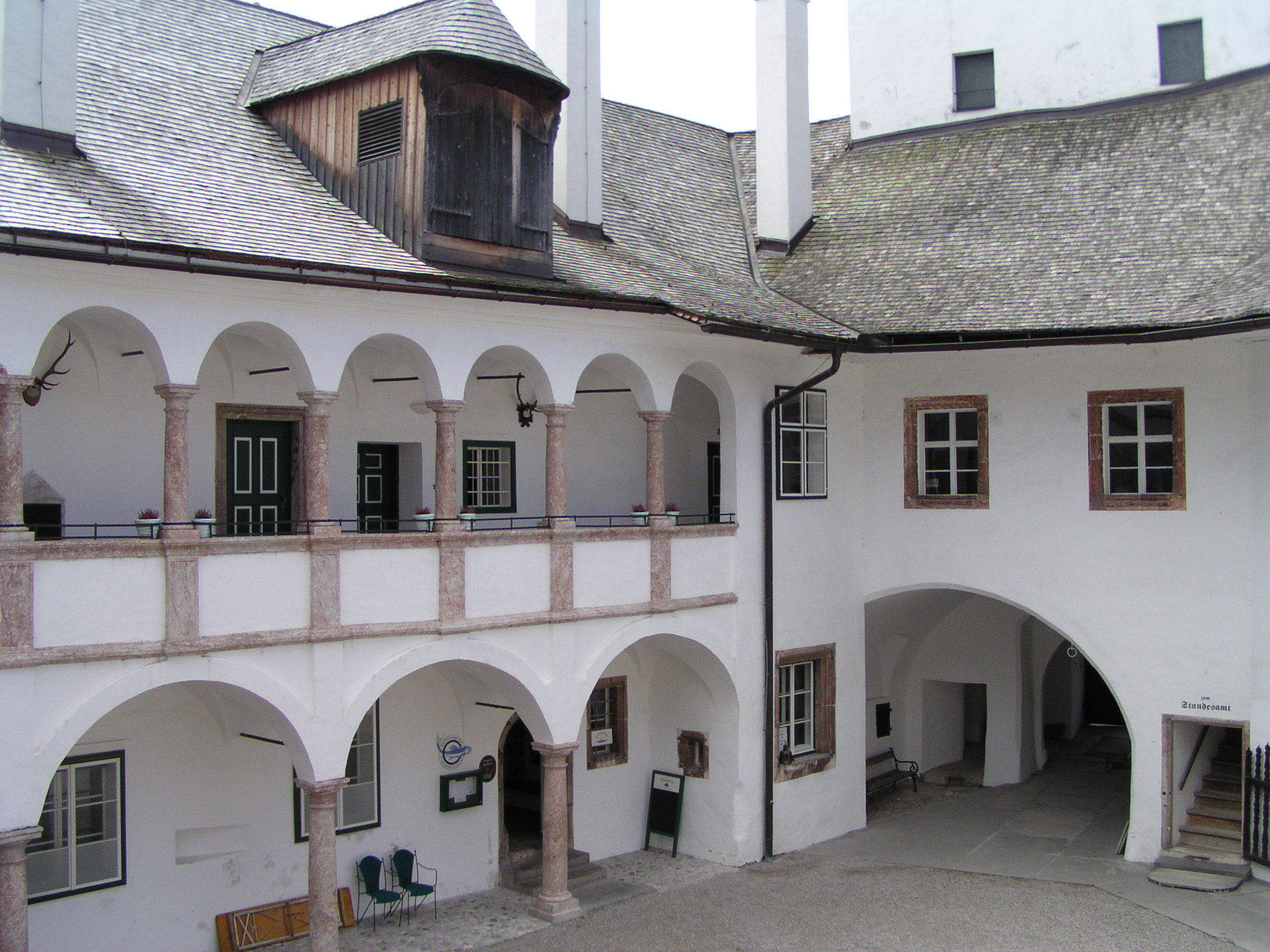
Inner courtyard